# ミラベッロ・サンニーティコ
ミラベッロ・サンニーティコ（イタリア語: Mirabello Sannitico）は、イタリア共和国モリーゼ州カンポバッソ県にある、人口約2,100人の基礎自治体（コムーネ）。

## 地理

### 位置・広がり

#### 隣接コムーネ
隣接するコムーネは以下の通り。
- カンポバッソ
- チェルチェマッジョーレ
- チェルチェピッコラ
- フェッラッツァーノ
- ジルドーネ
- サン・ジュリアーノ・デル・サンニオ
- ヴィンキアトゥーロ